# José Mangual Sr.
José Mangual, (18 de marzo de 1924 - 4 de septiembre de 1998) fue un percusionista puertorriqueño de renombre mundial por sus interpretaciones y grabaciones de bongo durante las décadas de 1940 y 1950 con grupos como Machito Orchestra, Charlie Parker, Buddy Rich, Flip Philips., Abbie Lane y Nancy Ames . "Estableció un estándar en la ejecución del bongo y muchos lo consideraban el que tenía el mejor sonido en el instrumento". Es el padre de José Mangual, Jr. y Luis Mangaul, ambos reconocidos cantantes de salsa y percusionistas. Ambos nacieron y se criaron en East Harlem.

## Carrera temprana
Mangual comenzó a tocar la percusión a la edad de 10 años y en 1938 se mudó a Nueva York a la edad de 14 años En 1952 comenzó a tocar timbales y percusión en la Orquesta de Machito . 

## Carrera posterior
En la década 1950, Mangual tocó con el padrino de la salsa moderna Arsenio Rodríguez y con el pionero del jazz latino Cal Tjader . A partir de entonces, Mangual se unió a la banda de Erroll Gardner con quien viajó por el mundo, tocando jazz para audiencias internacionales. Durante este tiempo también actuó y grabó con Cannonball Adderley, Sarah Vaughn y Herbie Mann . A mediados de la década de 1950 y 1960, Mangual apareció en numerosos álbumes, incluidos ' April in Paris ' de Count Basie (1955), ' Sketches of Spain ' de Miles Davis (1959), 'Talkin' Verve' de Dizzy Gillespie (1957)., 'Babarabatiri' (1951) de Tito Puente, ' Spanish Grease ' (1965) de Willie Bobo, 'Viva Emiliano Zapata' (1974) de Gato Barbieri, así como en múltiples compilaciones de Charlie Parker .
También ha actuado con Dexter Gordon, Carmen McRae, Jorge Dalto, Stan Getz, Louis Jordan, Ray Charles, Tito Rodríguez, Xavier Cugat, Tito Puente y Chano Pozo .
En la década de 1970, Mangual grabó dos álbumes instructivos Buyú y José Mangual* & Carlos "Patato" Valdez* - Understanding Latin Rhythms Vol. 1 con Carlos "Patato" Valdez para el baterista Latin Percussion (LP). 
En 1986 coescribió y grabó Los Mangual – Una Dinastia con sus hijos José, Jr. y Luis Mangual. En 2001 fue incluido póstumamente en el Salón de la Fama de la Música Latina Internacional .

## Discografía
- Buyú ( Turnstyle, 1977)
- José Mangual* y Carlos "Patato" Valdez* – Entendiendo los ritmos latinos vol. 1 ( LP Records, 1977)
- Los Mangual – Una Dinastía ( Caiman Records, 1986)

## Filmografía
- La emoción de la música (1946)